# Eleição municipal de Juazeiro do Norte em 1966
A eleição municipal de 1966 em Juazeiro do Norte aconteceu em 15 de novembro de 1966, com o objetivo de eleger prefeito e vice-prefeito da cidade e membros da Câmara de Vereadores.
O prefeito titular era Edward Teixeira Férrer, da ARENA. Dois candidatos concorreram à prefeitura de Juazeiro do Norte. Mauro Sampaio, da ARENA, foi eleito com 86,72% dos votos.

## Candidatos
Nota: a tabela a seguir está organizada por ordem alfabética de candidatos.
| Prefeito(a)   | Prefeito(a) | Prefeito(a) | Vice-Prefeito(a) |
| Candidato(a)  | Partido     | Partido     | Vice-Prefeito(a) |
| ------------- | ----------- | ----------- | ---------------- |
| Matias Júnior |             | MDB         | Sem Informações  |
| Mauro Sampaio |             | ARENA       | Teófilo Machado  |

## Resultados

### Prefeito
| Partido | Partido | Candidato     | Votos  | Votos (%) |
| ------- | ------- | ------------- | ------ | --------- |
|         | ARENA   | Mauro Sampaio | 8 940  | 86,72%    |
|         | MDB     | Matias Júnior | 1 369  | 13,28%    |
| Totais  | Totais  | Totais        | 10 309 |           |
| Fonte:  |         |               |        |           |

### Vereador
| Candidato(a)            | Partido | Votação |
| ----------------------- | ------- | ------- |
| José Camilo             | ARENA   | 891     |
| Gumercindo Ferreira     | ARENA   | 885     |
| Raimundo de Sá e Souza  | ARENA   | 843     |
| Valdyr Sabiá            | ARENA   | 808     |
| Francisco Gomes Machado | ARENA   | 724     |
| Eliseu Damasceno        | ARENA   | 686     |
| Francisco Rocha         | ARENA   | 685     |
| José Alves de Souza     | ARENA   | 641     |
| Mozart Machado          | ARENA   | 596     |
| Severino Gonçalves      | ARENA   | 590     |
| Francisco Barbosa       | ARENA   | 570     |
| Luiz Macêdo             | ARENA   | 509     |
| Adauto Palitot          | MDB     | 338     |
| Augusto Tavares         | MDB     | 259     |